# Micrurus fulvius
Micrurus fulvius (арлекіновий кораловий аспід) — вид отруйних змій родини аспідових (Elapidae). Ендемік США.

## Опис
Загальна довжина сягає 1 м (максимальна довжина — 122 см). Голова маленька та коротка. Тулуб стрункий та довгий. Забарвлення тулуба складається з широких червоних й чорних кілець, відділених одна від одної вузькими жовтими кільцями. Шия чорна. Черево світліше за спину.

## Поширення і екологія
Арлекінові коралові аспіди поширені на південному сході США, від південного сходу Північної Кароліни на південь через Південну Кароліну до Флориди та на захід через південну Джорджію, Алабаму та Міссісіпі до південно-східної Луїзіани. Коралові змії в Техасі, західній Луїзіані та південно-східному Арканзасі належать до виду Micrurus tener, який раніше вважався підвидом M. fulvius. 
Micrurus fulvius живуть в широколистяних, сосново-дубових і соснових лісах та в чагарниках, на висоті до 400 м над рівнем моря. Віддають перевагу піщаним ґрунтам. Ведуть прихований, наземний спосіб життя. Живляться переважно зміями і ящірками, а також птахами, жабами, рибою та комахами. Вбивають здобич отруйним укусом, паралізуючи її. Сезон розмноження у Micrurus fulvius триває з кінця літа до ранньої весни, яйця вони відкладають в середині літа. В кладці від 3 до 12 яєць. Молоді змії завдовжки 18-23 см вилуплюються у вересні.
Арлекінові коралові аспіди становить небезпеку, оскільки вони можуть несподівано вкусити людини. При укусі аспід міцно вчеплюється зубами й сильно стискає щелепи. Відсоток смертельних випадків від укусів досить великий. Якщо не вжити необхідних заходів, то людина помирає зазвичай протягом 20—24 годин після укусу. Отрута впливає головним чином на нервову систему (параліч, колапс), пухлини немає, але в області укусу виникає різкий біль.